# Castillo de Červený Kameň

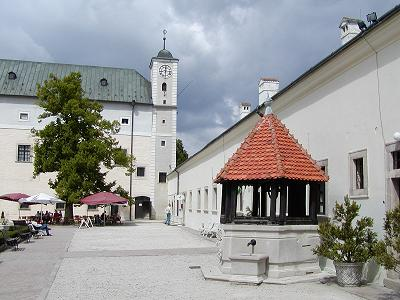
Patio de armas del castillo.

El castillo de Červený Kameň cuyo nombre en idioma eslovaco significa "Piedra Roja" (en idioma alemán se lo denominaba "Bibersburg" y antes "Rotenstein" ; y en idioma húngaro se lo denominaba :"Castillo de Vöröskő") es una fortaleza varias veces modificada y ampliada, que está ubicado en el sudoeste de Eslovaquia, en los pequeños Cárpatos, cerca del pueblo Častá.

## Historia
En el lugar donde hoy se levanta el castillo, hubo un castillo de piedra en torno al siglo XIII que formaba parte de la línea fronteriza defensiva de castillos desde Bratislava hasta Žilina, los cuales protegían al antiguo Reino de Hungría. Entre sus propietarios se halla el noble eslovaco Matúš Čák III Trenčiansky, quien en el siglo XIV se opuso al pretendiente al trono húngaro Carlos Roberto de Anjou-Sicilia. Este castillo dejó de existir como tal en la primera parte del siglo XVI, cuando se reconstruyó como fortaleza. Cuando la familia Pálffy adquirió el castillo en 1588, la fortaleza dejó de existir y se convirtió en un castillo representativo de los nobles que lo ocupaban.
Aunque el castillo fue muy dañado por varios incendios, fue reconstruido por los Pálffy, quienes fueron los propietarios del castillo hasta la Segunda Guerra Mundial. Hoy día el castillo es un Museo de muebles antiguos.

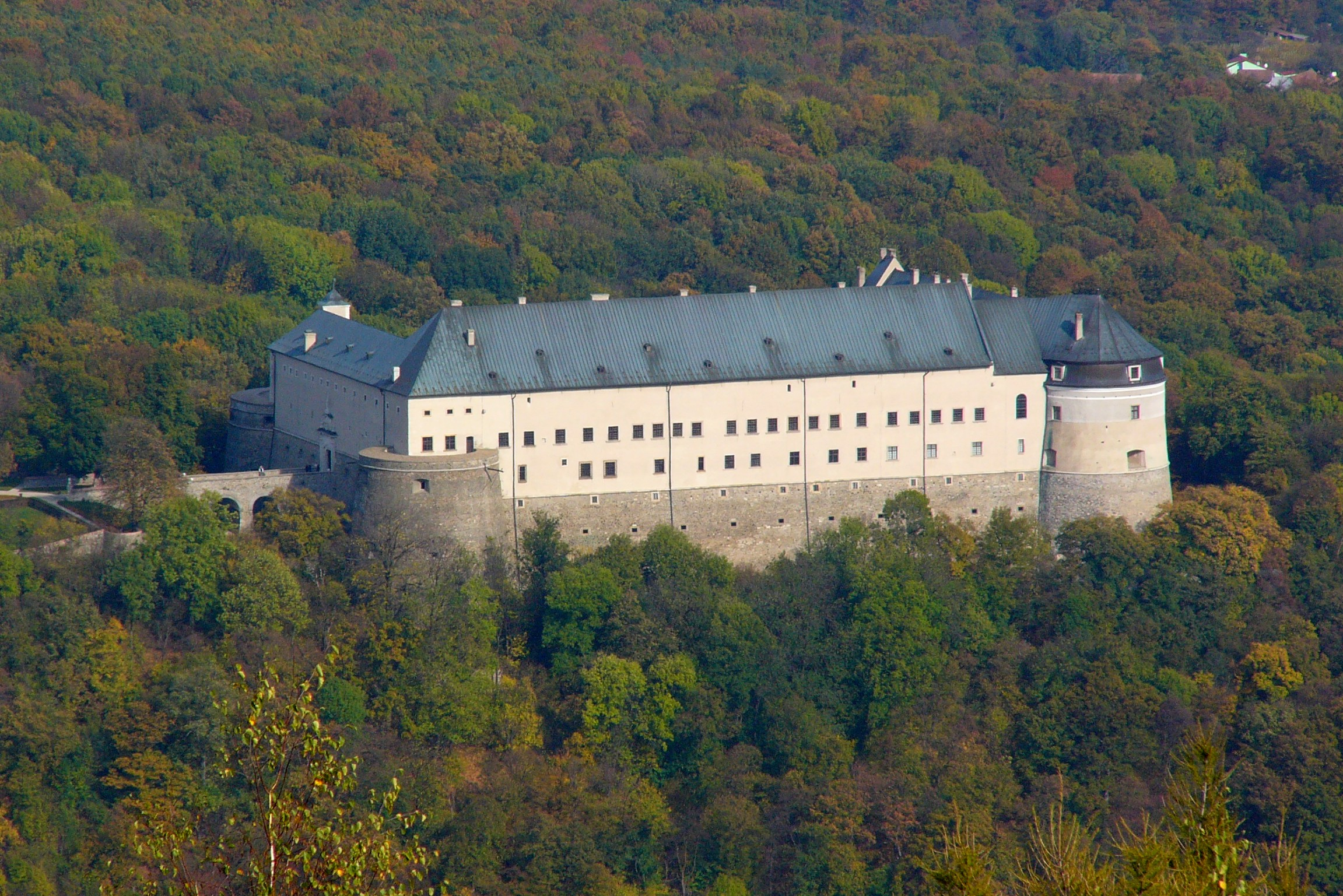
Červený Kameň.

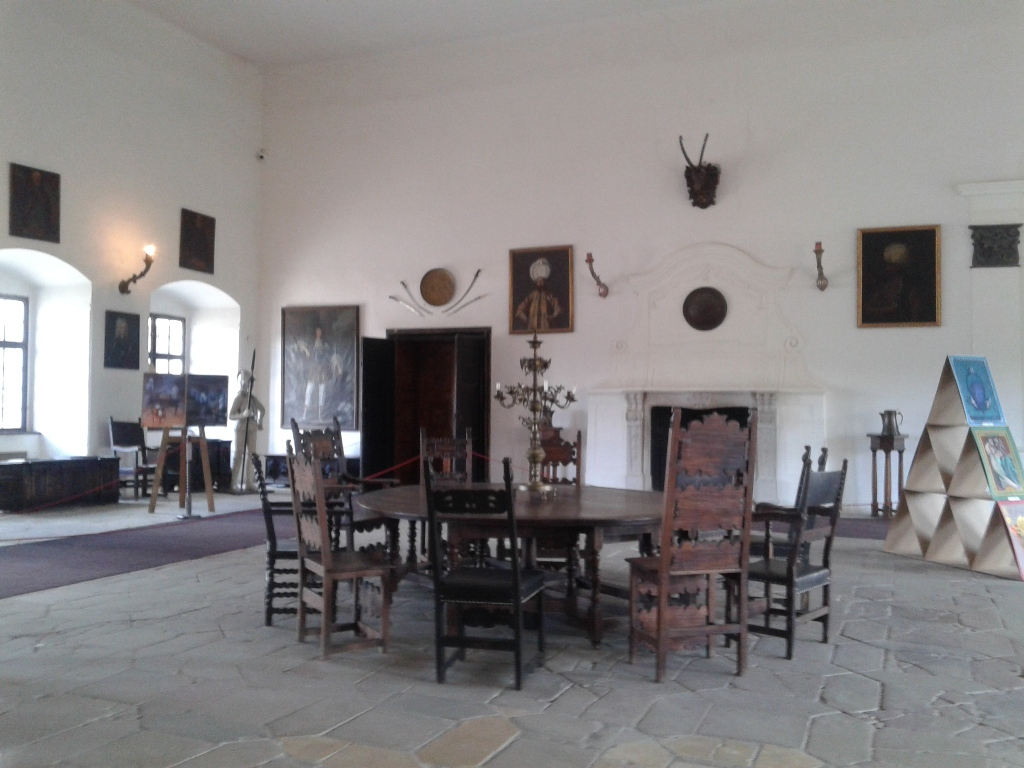
Un cuarto del castillo

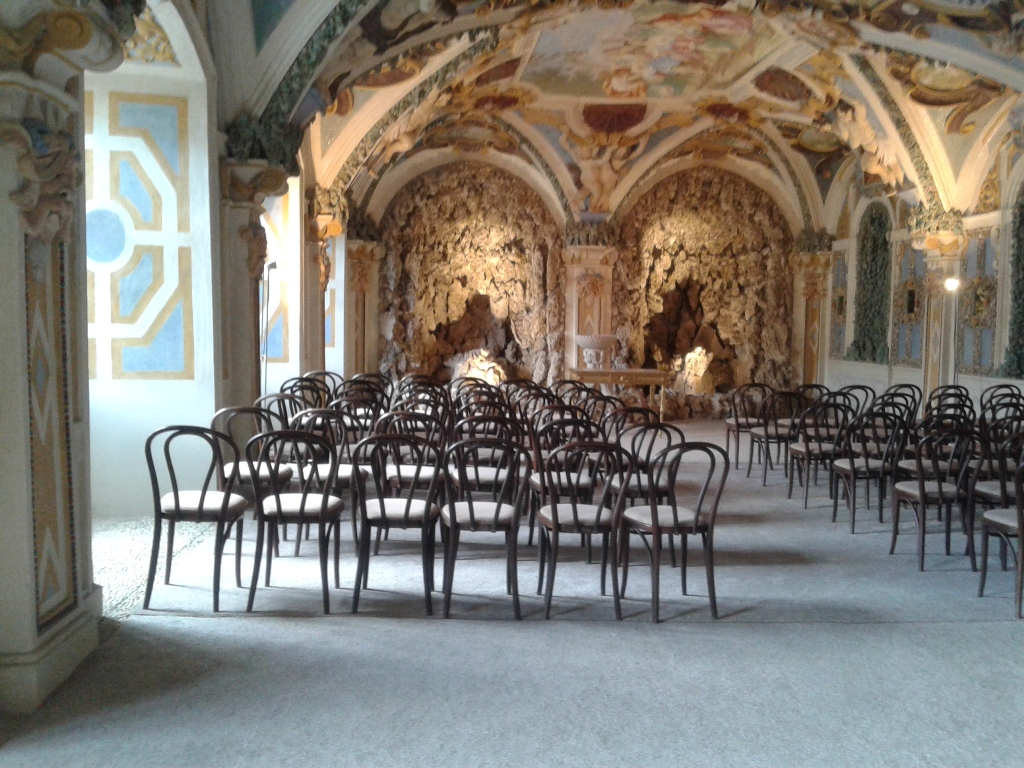
Un cuarto del castillo